# Sant Joan Baptista (Piera)
Sant Joan Baptista és una església del poble de Can Canals de Masbover, al municipi de Piera (Anoia) inclosa en l'Inventari del Patrimoni Arquitectònic de Catalunya.

## Descripció
És una petita església entre mitgeres situada dins el nucli del poble. Presenta una estructura molt senzilla. La porta d'accés al recinte ocupa gairebé tota la façana principal de l'església i l'entrada es fa a partir d'una petita rampa. L'interior de l'església és força auster: hi trobem el presbiteri de dimensions molt reduïdes, obert per un gran arc a la paret i murs emblanquinats sense cap mena de decoració. El conjunt exterior està coronat per un petit campanar en forma de V invertida i una creu a la part superior.